# Tennis Masters Cup 2004
Tennis Masters Cup 2004, známý také jako Turnaj mistrů 2004, představoval závěrečný tenisový turnaj mužské profesionální sezóny 2004 pro osm nejvýše postavených mužů ve dvouhře a čtyři nejlepší páry ve čtyřhře na žebříčku ATP, pokud se podle pravidel účastníci nekvalifikovali jiným způsobem.
Turnaj se odehrával ve dnech 13. až 21. listopadu 2004 v texaském Houstonu. Jako jediný byl řazen do kategorie ATP Tennis Masters Cup. Dějištěm konání se stal oddíl Westside Tennis Club, kde probíhal na otevřených dvorcích s tvrdým povrchem.
Soutěž dvouhry vyhrál první hráč světa Roger Federer ze Švýcarska. Ve čtyřhře zvítězila dvojice amerických bratrů Boba a Mikea Bryanových.
Soutěže dvouhry se účastnilo osm tenistů, z nichž každý odehrál tři vzájemné zápasy v jedné ze dvou čtyřčlenných základních skupin A a B. První dva tenisté z každé skupiny postoupili do semifinále, které bylo hráno vyřazovacím systémem pavouka. První ze skupiny A se utkal s druhým ze skupiny B a naopak. Vítězové semifinále pak nastoupili k finálovému duelu.
Soutěž čtyřhry kopírovala formát dvouhry.

## Přehled finále

### Mužská dvouhra
- Roger Federer vs.  Lleyton Hewitt, 6–3, 6–2

Federer vyhrál druhý titul na Turnaji mistrů, jedenáctý v probíhající sezóně a získal dvacátý druhý kariérní trofej z dvouhry na okruhu ATP.

### Mužská čtyřhra
- Bob Bryan /  Mike Bryan vs.  Wayne Black /  Kevin Ullyett, 4–6, 7–5, 6–4, 6–2